# Зачаганськ
Зачага́нськ (каз. Зачаганськ) — селище у складі Уральської міської адміністрації Західноказахстанської області Казахстану. Адміністративний центр Зачаганської селищної адміністрації.
Населення — 58356 осіб (2021; 27065 у 2009, 12906 у 1999, 12090 у 1989).